# The Prodigal Liar
The Prodigal Liar è un film muto del 1919 diretto da Thomas N. Heffron e interpretato da William Desmond, Betty Compson, Louis Morrison, Walter Perry, Frank Lanning.

## Trama
Quando, dal New England, arriva nel West dallo zio Jim Rainey, Hope Deering conosce Steve Logan, un fuorilegge che l'ammalia con il racconto delle sue pericolose ma affascinanti avventure. In realtà, l'uomo non è il vero Logan, detenuto in carcere, ma un amico dello zio della ragazza, Percival Montgomery Edwards, che è stato incaricato da Rainey di tener d'occhio la nipote, che ha un'idea un po' troppo romantica del vecchio West. Monte racconta a Hope di aver cominciato a delinquere dopo aver preso un colpo in testa e le chiede di provare a dargli un altro colpo per vedere se cambia qualcosa. Intanto il vero Logan è evaso: attraverso i vetri di una finestra, spia Hope china su Monte, svenuto a terra e, approfittando della situazione, rapisce la ragazza. Quando Monte rinviene, si mette sulle tracce dei due. Li ritrova mentre Logan sta minacciando di uccidere Hope: fingendo di avere una pistola, Monte appoggia il suo anello con sigillo al collo del bandito che si arrende. Pur se scopre che Monte è un uomo perbene, Hope ormai è innamorata di lui e dimentica le sue fantasie sui fuorilegge romantici.

## Produzione
Il film venne prodotto dalla Jesse D. Hampton Productions

## Distribuzione
Distribuito dalla Exhibitors Mutual Distributing Company attraverso la Robertson-Cole Distributing Corporation, il film uscì nelle sale cinematografiche statunitensi il 17 febbraio 1919.